# Borgo (rione de Rome)
Pour les articles homonymes, voir Borgo (homonymie).
Borgo (en français : le bourg), parfois appelé I Borghi est le quatorzième rione (quartier) de Rome en Italie. Il est désigné dans la nomenclature administrative par le code R.XIV.

## Généralités
Le Borgo se trouve sur la rive ouest du Tibre de forme trapézoïdale. Son blason montre un lion (selon le nom de la Cité léonine) accroupi faisant face à trois montagnes et une étoile. Le lion fait également partie des armoiries du pape Sixte V qui a annexé Borgo, en tant que quatorzième quartier de Rome. Borgo borde la Cité du Vatican (la place Saint-Pierre) à l'ouest, le Tibre à l'est, le quartier Aurelio au sud-ouest et le quartier Trastevere au sud.
Sur le plan administratif, le Borgo, contrairement à Trastevere, n'appartient pas au centre (I Municipio), mais au  Municipio XVII, avec le rione de Prati, le quartier Trionfale et Della Vittoria (autour de la place Mazzini).
Les principales routes d'est en ouest (à l'exception notable de la Via della Conciliazione) ne sont pas nommés Vie, mais Borghi.
Bien que fortement transformé au cours de la première moitié du XXe siècle, le Borgo conserve son importance historique en tant que parvis de la Basilique Saint Pierre et du palais du Vatican.

## Histoire

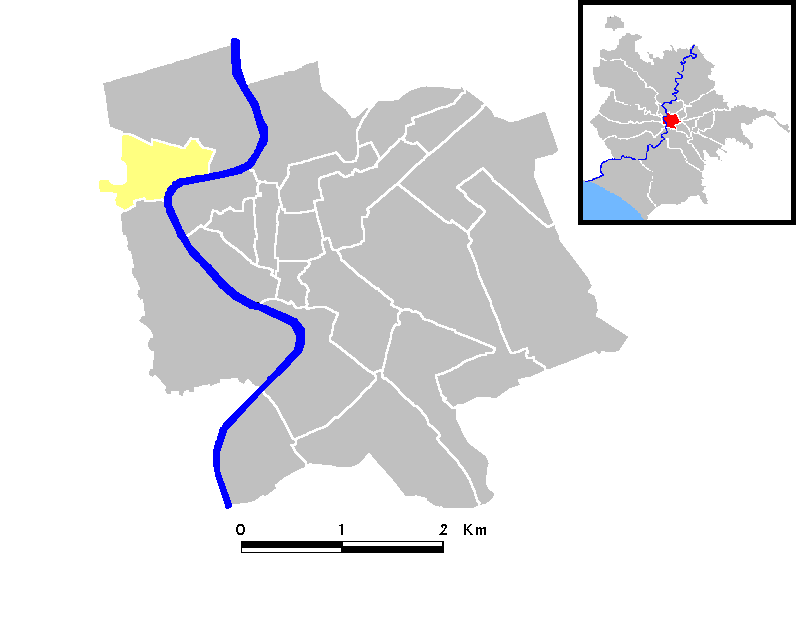
Localisation du rione sur la carte de Rome.

Le nom de Borgo qui signifie « le bourg », vient du fait qu'il se soit développé grâce à la proximité du château Saint-Ange. C'est le pape Sixte V qui, à la fin du XVIe siècle, attribua à Borgo son statut actuel.
Administrativement, comme Prati qui se situe également sur la rive droite du Tibre, Borgo ne fait pas partie du Municipio I (Centro Storico), qui regroupe tous les autres rioni de la capitale. Ils sont tous les deux inclus dans le Municipio XVII qui jouxtent l'est de la cité du Vatican, laquelle faisait partie du rione avant sa création en tant qu'État par les accords du Latran en 1929.

### La Rome antique:Ager Vaticanus

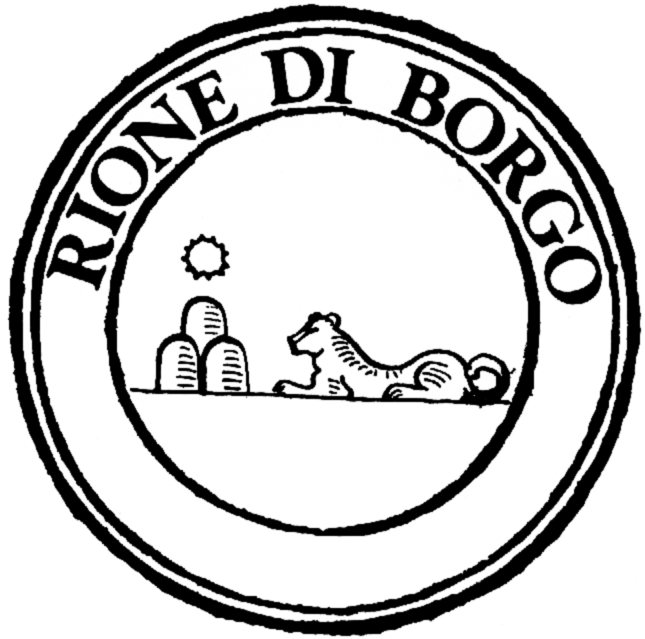
Blason du rione de Borgo.

Le territoire de Borgo, à l'époque romaine faisait partie de la Regio, Transtiberim, sous le nom Ager Vaticanus.
Comme ce lieu est en dehors du Pomerium et qu'il est en proie à la malaria, ce territoire est utilisé comme lieu de sépulture. Certaines tombes ont des proportions notables : parmi celles-ci, celle appelée terebinthus Neronis, qui était un tombe au rond surmonté d'une tour étroite, tandis que le Romuli Meta (pyramide semblable à celle encore debout près de Porta San Paolo), n'est  démoli qu'en 1499.
Deux routes démarrent au pied de la colline du Vatican : la Via Cornelia, qui rejoint la Via Aurelia près de Tarquinia et la Via Triumphalis, qui rejoint la Via Cassia à quelques kilomètres au nord. Elles sont ainsi nommées parce que, en commençant par Titus, les empereurs romains les utilisaient pour entrer dans la ville afin de célébrer leurs triomphes.
Au début de l'époque impériale, de magnifiques Villae et Horti (jardins), telles que celle qui appartenait à Agrippine l'Aînée, femme de Germanicus et mère de Caligula (Horti Agrippinae) et par Domitia Longina, épouse de Domitien II (Horti Domitiae) ont été construits à proximité des pistes du Janicule et de la Colline du Vatican.
L'Empereur Gaius (connu en tant que Caligula) fait construire sur le Vatican, un cirque (Cirque Gaianus) qui est ensuite élargi par Néron (Cirque de Caligula et de Néron). L'obélisque actuellement debout, sur la place Saint-Pierre était érigée au milieu de la médiane du cirque (appelée la spina). Le cirque est lui relié à la ville par un portique. Néron remplace aussi le pont en bois (pont de la via Triumphalis) par un pont de pierre (dont les ruines sont encore visibles dans le Tibre pendant les périodes de débit minimum) : celui-ci porte son nom Pons Neronianus ou Triumphalis. L'empereur Hadrien construit près du Tibre son immense mausolée, relié à la rive gauche de la rivière par un autre pont, le Pons Ælius (aujourd'hui appelé Pont Saint-Ange).
Mais ce qui change à jamais le destin de la zone est le martyre de saint Pierre au pied de la colline du Vatican, en 67, lors de la première persécution des chrétiens. Le saint est enterré à proximité : cela transforme le Vatican en un lieu de pèlerinage. Au-dessus de la tombe du saint, le pape Anaclet construit un oratoire, qui en 324, conduit l'empereur Constantin à le transformer en une immense basilique consacrée au prince des Apôtres . Cet édifice devient bientôt (jusqu'à sa destruction au XVIe siècle), la basilique Saint-Pierre, un des centres du christianisme.

### Moyen Âge:Civitas Leonina

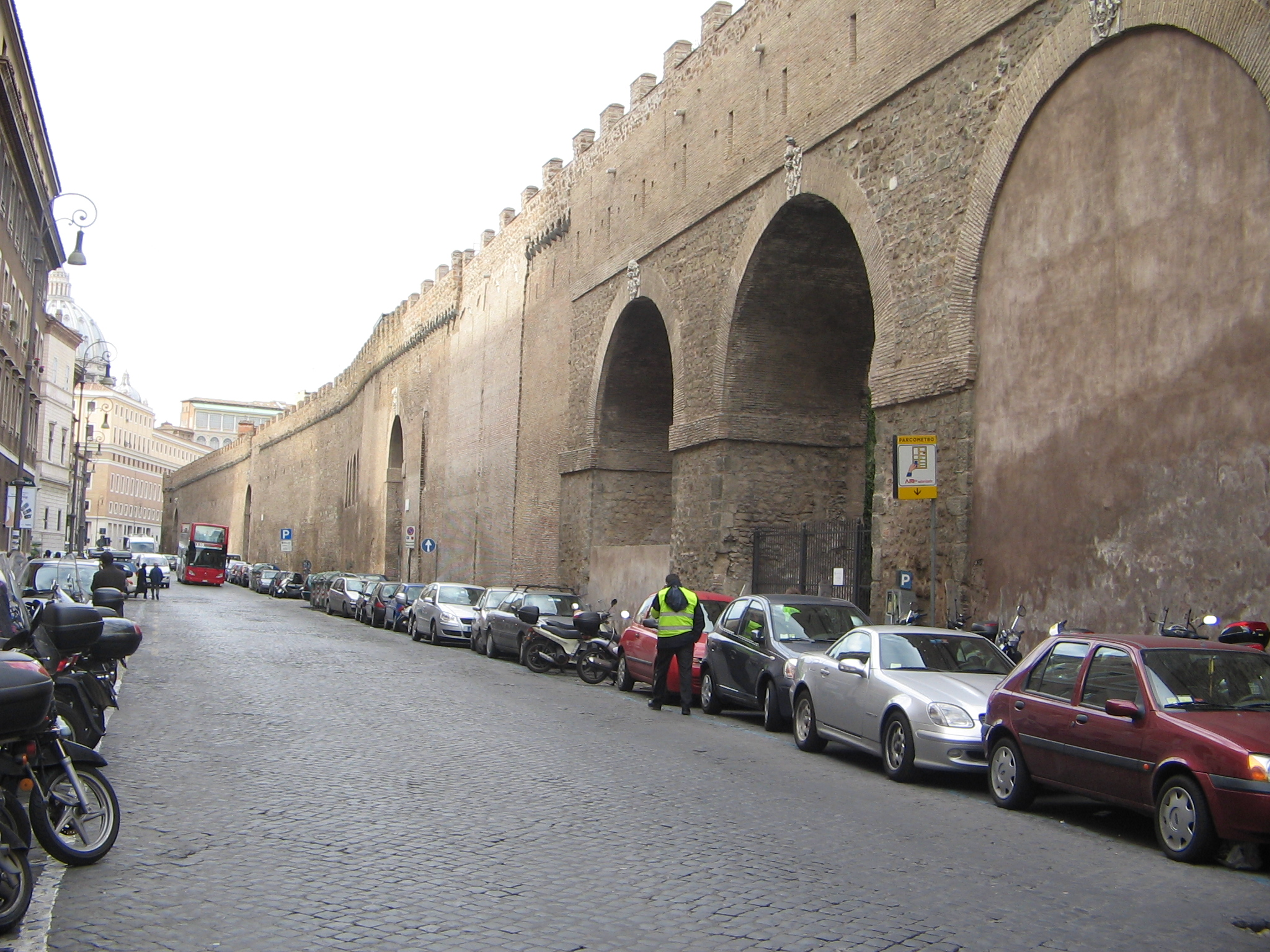
Le Passetto, appelé en Romanesco er Corridore ("le Corridor"), vu de Borgo S. Angelo : la Via dei Corridori (anciennement Borgo dell'Elefante, ainsi appelée en raison d'Hanno l'éléphant) et le dôme de saint Pierre, en arrière-plan

Au début du Moyen Âge, le pont de Néron tombe en ruines, tandis que le Mausolée d'Hadrien est transformé en une forteresse (château Saint-Ange), dont la possession assure le contrôle de la ville. Malgré les guerres et les invasions qui ravagent Rome, durant ces siècles, le flot des pèlerins sur la tombe de saint Pierre n'a jamais cessé. Les pèlerins de même nationalité se réunissent au sein d'associations nommées scholes, dont la tâche est d'accueillir et d'aider les hommes et les femmes d'une même nation à l'occasion de leur venue à Rome. Les plus célèbres sont celles des Francs, les Saxons, les Frisons et les Lombards. Chaque Schola a son propre centre de soins palliatifs et son église. L'une des premières, la Schola Saxonum, est construite au VIIIe siècle par Ina de Wessex, roi des Saxons. Cet hospice devient le cœur du futur hôpital Santo Spirito in Saxia, l'un des plus anciens et des plus importants à Rome, fondé par le pape Innocent III en 1198. Près de l'hôpital, l'église de Santo Spirito in Sassia est érigée. Les pèlerins allemand donnent à la zone, autour de leur Scholae, le nom de Burg (ville fortifiée, château) qui, en italien, devient le nom du quartier.
Comme il se trouve à l'extérieur des murs d'Aurélien, le Borgo a toujours été exposé aux attaques. Au cours des VIIIe siècle et IXe siècle, le quartier, mais aussi la basilique, sont pillés à plusieurs reprises par les Sarrasins qui ont débarqué dans le port voisin, d'Ostie, à l'embouchure du Tibre et dévastent tout par incendies (cette année 846 est immortalisée par Raphaël dans la fresque peinte dans les pièces Vaticane (L'Incendie de Borgo).

### 1936-1950: la destruction de laSpina

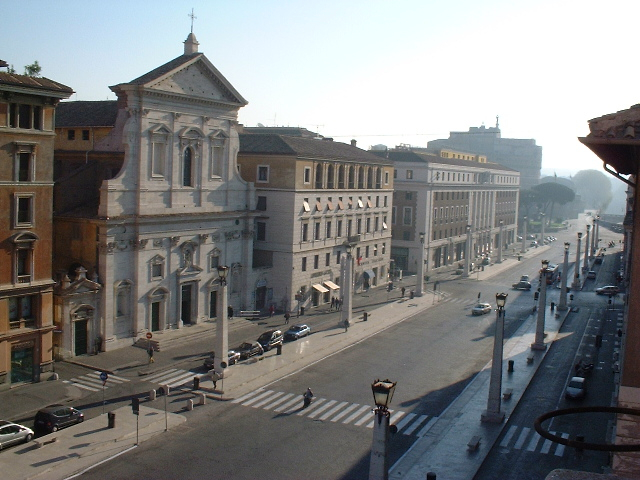
La Via della Conciliazione, vue du Palazzo dei Penitenzieri.

L'aspect du quartier a été très fortement modifié en 1936. Cette année-là, le projet de démolition de la spina par les architectes Marcello Piacentini et Attilio Spaccarelli a été approuvé par Mussolini et le pape Pie XI et immédiatement mis à exécution. L'accord entre les deux hommes d’État a été rendu possible par le nouveau climat de coopération entre l’Église et l’État qui a suivi la signature des accords du Latran (la « Conciliazione ») en 1929. Le 29 octobre 1936, Mussolini lui-même, juché sur un toit de la spina, a donné le premier coup de pioche. Le 8 octobre 1937, la spina avait cessé d'exister et la basilique Saint-Pierre était visible du château Saint-Ange.
Le travail fut ensuite interrompu à cause de la guerre. Mais immédiatement après celle-ci, et malgré les changements dans le climat politique et culturel, le gouvernement italien et le Saint-Siège décidèrent de mener à son terme l'ensemble du projet. Deux propylées furent construits face à la place Saint-Pierre (celui du sud englobant l'ancienne église, aujourd'hui désaffectée, de San Lorenzo in Piscibus), et deux bâtiments monumentaux furent érigés à l'entrée de l'avenue, du côté du château. Le travail a été achevé à temps pour le Jubilé de 1950, avec la construction des deux files de lampadaires monumentaux en forme d'obélisques.

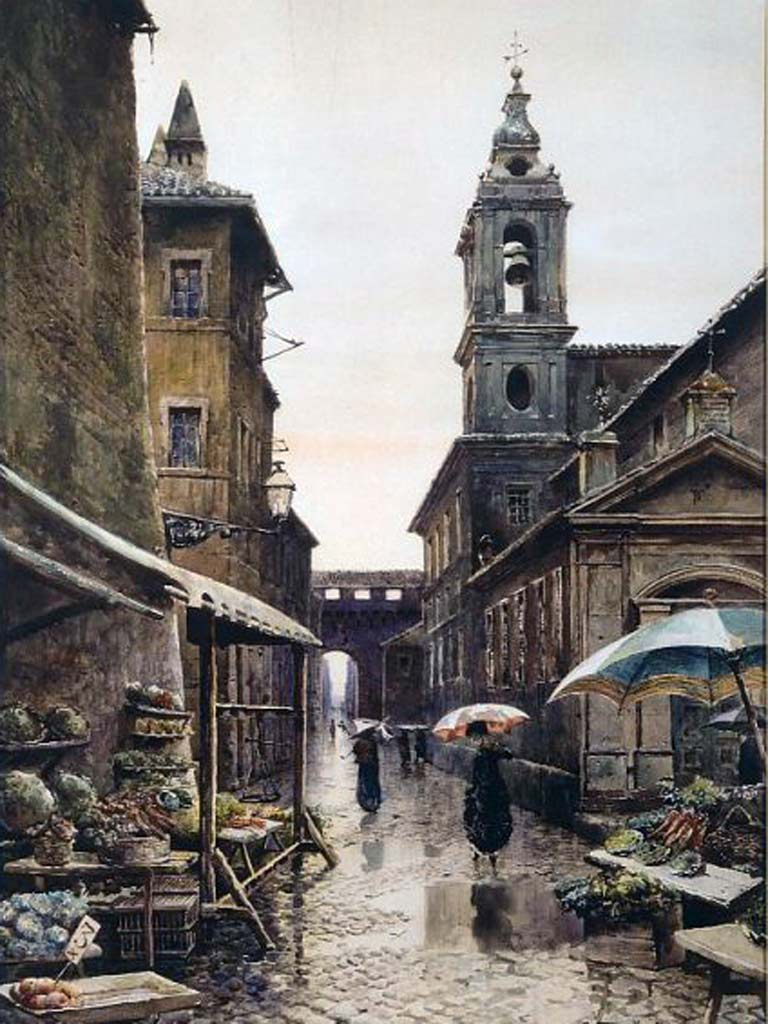
Vicolo del Campanile di Borgo, aquarelle d'Ettore Roesler Franz (vers 1880). La maison sur la gauche au premier plan appartient à la spina. Le clocher est celui de Santa Maria in Traspontina, église paroissiale du Borgo. Un rare exemple de Casa Graffita de la Renaissance, ici sur le côté gauche de la ruelle, est encore visible de nos jours.

Le résultat est que presque tous les bâtiments du quartier situé au sud du Passetto ont été démolis et une nouvelle voie de circulation, la Via della Conciliazione, établie à leur place. Quelques bâtiments importants (Santa Maria in Traspontina, Palazzo Torlonia, Palais des Pénitenciers) ont été conservés parce qu'ils étaient à peu près alignés sur la nouvelle voie.
Tous les autres ont été soit démolis et reconstruits avec de nouvelles façades (comme le Palazzo Convertendi, reconstruit sur la Via della Conciliazione, et les maisons de Febo Brigotti et Jacopo da Brescia, dont les façades furent remontées sur la nouvelle Via dei Corridori), soit démolis et jamais reconstruits (comme les chapelles san Giacomo a Scossacavalli et sant'Angelo ai Corridori respectivement situées sur la Piazza Scossacavalli et le long du Passetto).
Mis à part quelques dessins, il n'a pas été effectué de relevé du quartier ancien. La majorité des habitants furent déplacés dans des villages de la campagne romaine, comme Acilia. En effet, les nouveaux bâtiments construits sur le nouvel axe n'étaient pas des maisons d'habitation, mais des bureaux, principalement utilisés par le Vatican.
Le jugement sur l'ensemble de l'entreprise, controversée depuis le début, semble maintenant être largement négatif. Ce qui est définitivement perdu, c'est la « surprise » (typique du baroque ), quand, à la fin des ruelles étroites et sombres du Borgo, l'immense Piazza et la basilique soudain apparaissaient. Maintenant, au contraire, la silhouette de Saint-Pierre se révèle à distance et la perspective se perd dans cet ensemble,.
Durant les années 1930, d'importants travaux de démolition, officiellement entrepris pour mieux définir la frontière entre l'Italie et le nouvel État du Vatican, ont également affecté la partie nord-ouest du quartier (Via di Porta Angelica et Via del Mascherino).

## Sites particuliers

### Principaux axes
- Via della Conciliazione
- Vicolo del Campanile
- Borgo Pio
- Borgo Santo Spirito

### Édifices
- Hôpital Santo Spirito in Saxia
- Le château Saint-Ange
- Le palais Torlonia
- La cité léonine
- Le palais des pénitenciers
- Le palais dei Convertendi
- Le palais Cesi-Armellini
- Palais Rusticucci
- Palais Alicorni
- Palais del Commendatore

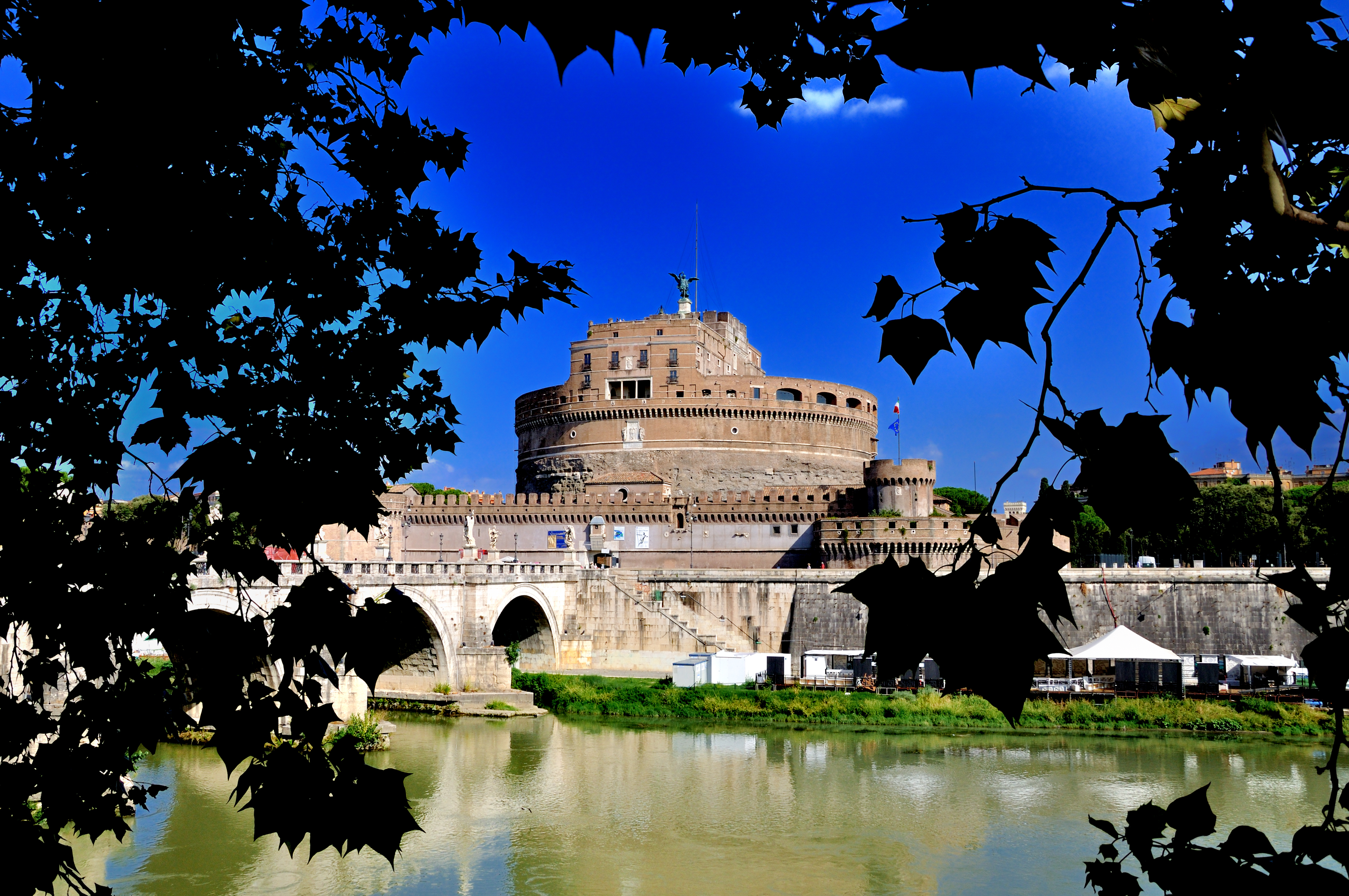
Le château Saint-Ange.

- La Casa del Boia: une maison médiévale

### Portes
- Porta Castello
- Porta Santo Spirito
- Porta Angelica (détruite)

### Ponts
- Pont Vittorio Emanuele II
- Pont Saint-Ange

### Lieux de culte

#### Rome
- Église Santa Maria in Traspontina
- Église Santo Spirito in Sassia
- Église Santi Michele e Magno
- Église Santa Maria Annunziata in Borgo
- Église San Pietro in Borgo
- Chapelle Santa Monica
- Église San Lorenzo in Piscibus (déconsacrée)
- Église San Giacomo a Scossacavalli (détruite en 1937)
- Église Sant'Angelo ai Corridori (détruite en 1940)

#### Cité du Vatican
- Basilique Saint-Pierre
- Église Sant'Anna dei Palafrenieri

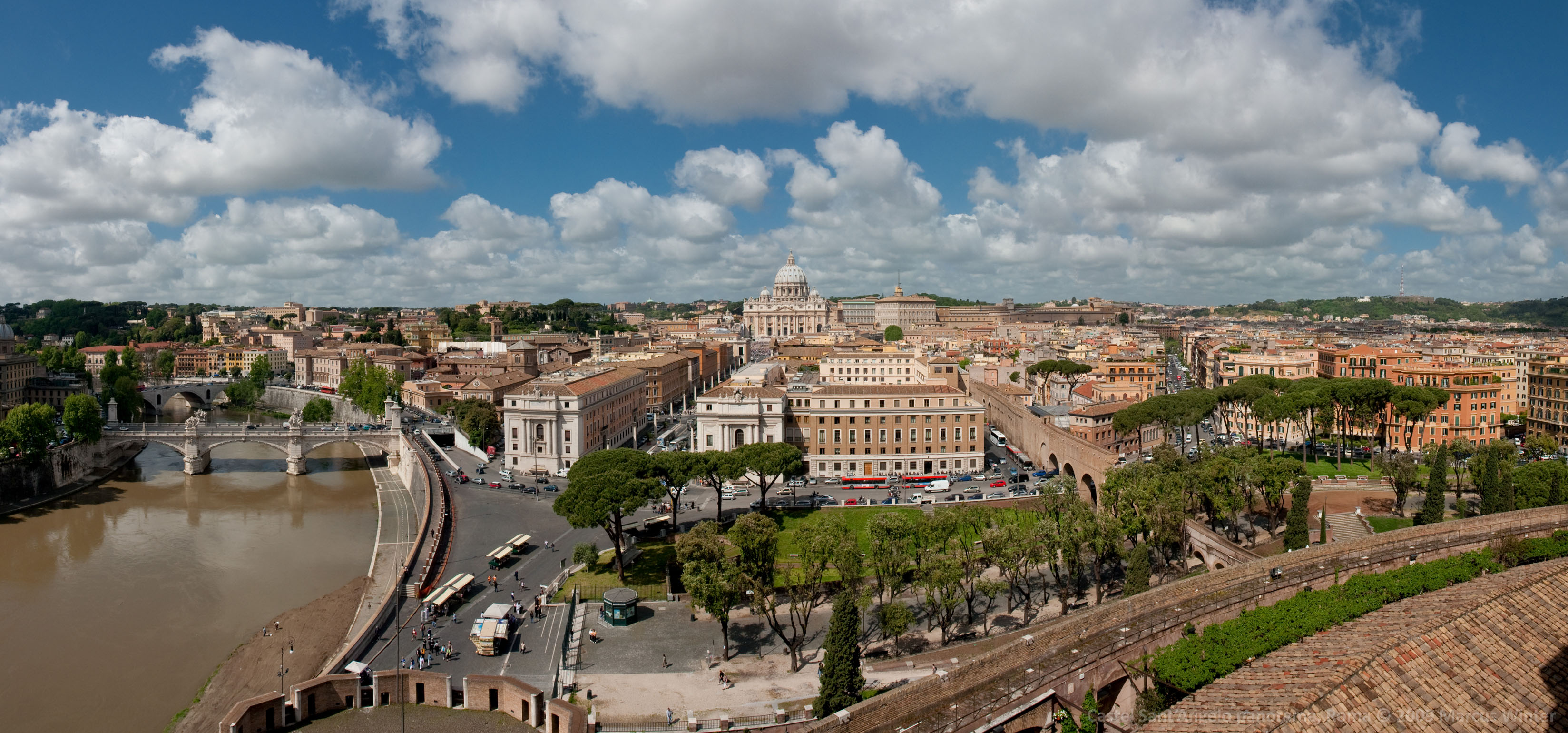
La Cité du Vatican vu du sommet du château Saint-Ange.

- Église Santo Stefano degli Abissini
- Église Sant'Egidio a Borgo
- Église Santa Maria della Pietà in Camposanto dei Teutonici
- Église San Pellegrino
- Église Santi Martino e Sebastiano degli Svizzeri

### Autres monuments
- Passetto di Borgo
- Cité léonine
- Fontaine delle Palle di Cannone (Pietro Lombardi)

## Sources
- (it) Borgatti, Mariano (1926). Borgo e S. Pietro nel 1300 - 1600 - 1925 Federico Pustet, Roma.

- (en) Cet article est partiellement ou en totalité issu de l’article de Wikipédia en anglais intitulé « Borgo (rione of Rome) » (voir la liste des auteurs).

- (it) Cet article est partiellement ou en totalité issu de l’article de Wikipédia en italien intitulé « Borgo (rione di Roma) » (voir la liste des auteurs).